# Monanthes anagensis
Monanthes anagensis ist eine Pflanzenart aus der Gattung Monanthes in der Familie der Dickblattgewächse (Crassulaceae). Das Artepitheton anagensis verweist auf das Vorkommen der Art im Anaga-Gebirge auf Teneriffa.

## Beschreibung

### Vegetative Merkmale
Monanthes anagensis ist ein ausdauernder, etwas verholzter und diffus verzweigter Kleinstrauch, der Wuchshöhen von 15 bis 30 Zentimeter erreicht. Die aufsteigenden oder aufrechten schlanken Triebe sind etwas gewunden und weisen einen Durchmesser von 3 bis 5 Millimeter auf. Die wechselständig angeordneten, schmal elliptischen  Laubblätter stehen nahe der Triebspitzen gehäuft. Ihre spitz zulaufende Blattspreite ist 9 bis 18 Millimeter lang, 2 bis 4 Millimeter breit und 2 bis 4 Millimeter dick. Auf der Blattoberseite ist eine mittige Längsfurche vorhanden. Ihre Oberfläche ist kahl und glatt.

### Blütenstände und Blüten

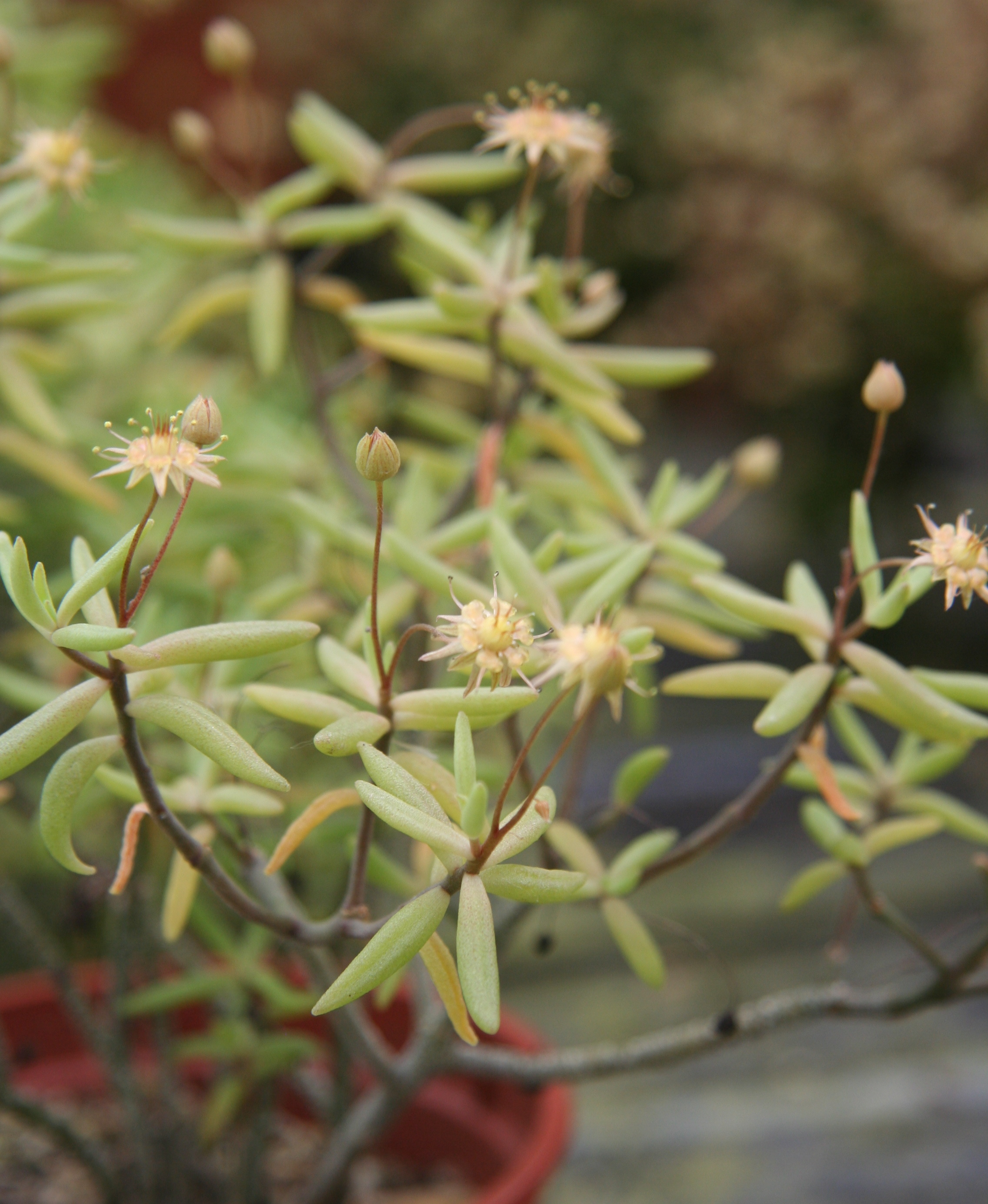
Blüten

Der endständige Blütenstand ist regelmäßig verzweigt. Die sechs- bis achtzähligen Blüten erreichen einen Durchmesser von 4 bis 6 Millimeter. Sie stehen an kahlen oder nur mit wenigen sehr kurzen drüsigen Haaren besetzten Blütenstielen, die eine Länge von 7 bis 15 Millimetern aufweisen. Ihre länglichen, spitzen oder spitz zulaufenden Kronblätter sind 3,4 bis 4,6 Millimeter lang und 1,1 bis 1,6 Millimeter breit. Die Nektarschüppchen besitzen eine Länge von 1,4 bis 1,6 Millimetern und sind 1,6 bis 2,2 Millimeter breit. Ihre Spreite ist mehr oder weniger zweilappig, gestutzt oder verkehrt herzförmig, winzig gekerbt und häufig nur undeutlich genagelt.
Die Blütezeit ist Mai bis Juni.

## Verbreitung und Systematik
Monanthes anagensis ist auf der kanarischen Insel Teneriffa im Anaga-Gebirge in Höhenlagen von 600 bis 900 Metern (selten ab 100 Metern) verbreitet.
Die Erstbeschreibung durch Robert Lloyd Praeger wurde 1925 veröffentlicht.

## Nachweise